# Касперович Микола Іванович
Мико́́ла Іва́нович Касперо́вич — художник-«бойчукіст», реставратор, учень й послідовник Михайла Бойчука.

## Життєпис
Батько, Іван Касперович — дворянського роду. Протягом 1901—1905 років Микола навчався у Строгановському центральному художньо-промисловому училищі, в 1905—1909 роках — у Краківській академії мистецтв, педагогом був Юліан Панькевич, здобув за навчання срібну медаль.
Від 1910 року його роботи експонували у Парижі, у жовтні 1909-го вступив до «Української громади в Парижі». Літом 1910 року з Парижа рушив із Бойчуком на оглядини музеїв Італії, були у Венеції, Равенні й Флоренції, звідти повернулися у вересні того ж року до Львова, потім разом поїхали до батьків Касперовича у Козелець.
Реставрував твори станкового і монументального мистецтва — в Національному музеї у Львові (1910-ті), музеях Чернігова і Києва (1920-ті). Протягом 1918—1920 років працював в Миргороді — викладав малювання у художньо-промисловому інституті й художньо-керамічному технікумі. У добу українських національно-визвольних змагань 1917—1921 років брав участь у мистецькому конкурсі Експедиції заготовок державних паперів.
Від 1921 року — професор Української Академії мистецтв, з 1922-го — дійсний член Всеукраїнського археологічного комітету, завідувач реставраційної майстерні Всеукраїнського музейного містечка.
У 1930-х рр. — можливо, з 1932-го й 1938 року проживав у помешканні № 14 будинку по вулиці Лаврській в Києві. З травня 1924-го працював реставратором, протягом 1927—1930 років — завідувач реставраційної майстерні відділу станкового малярства Лаврського музею культів та побуту, з 1926-го — Всеукраїнського музейного містечка.
Вивчав давньоукраїнський живопис та іконопис, заклав основи наукової реставрації в Україні. Брав участь в організації охорони мистецьких пам'яток у Києві.
Виконував реставраційні роботи в Харківському художньо-історичному музеї (1928) та в київському музеї Російського та Західного і Східного мистецтва (1935—1937). Реставрував Врубелівський іконостас Кирилівської церкви у Києві (1935 року).
Його авторству належать композиції темперою та олійними фарбами:
- «Архітектор Всесвіту» («Христос-Архітектор»), 1910
- «Качки», 1920-ті
- рисунків шаблі Івана Мазепи, булави й пернача Павла Полуботка, козацької корогви Домонтовської сотні для «Ілюстрованої історії України» Михайла Грушевського (1913).

Ув'язнений 3 березня 1938. На допиті 28 березня «зізнався» що «був учасником контрреволюційної повстанчої організації з 1924 року, до якої мене завербував колишній академік Новицький». У звинуваченні вказувалося: «является участником петлюровской повстанческой организации и проводит шпионскую работу в пользу одного иностранного государства».
Розстріляний 7 травня 1938-го, реабілітований посмертно.
Окремі роботи Миколи Касперовича зберігаються у Львівському Національному музеї, Українському католицькому університеті (Філадельфія, штат Нью-Джерсі, США).
Виховав сина Івана Касперовича.